# Discontinuité Lyman-α

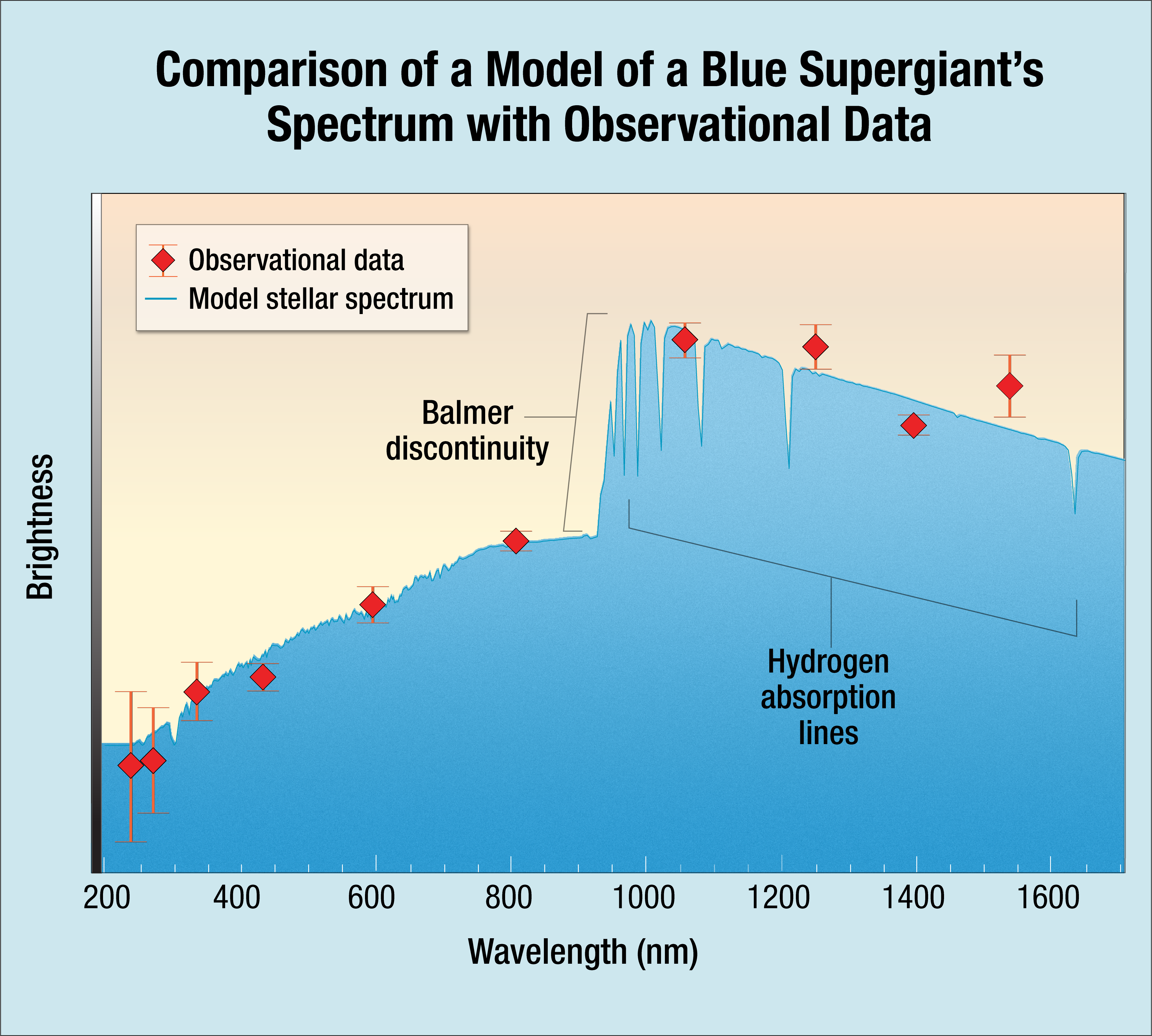
Une discontinuité Balmer-α dans le spectre électromagnétique de l'étoile Icare.
Elle apparaît vers 920 nm, au lieu de 364.5 nm émis par un atome d'hydrogène terrestre au repos, à cause du décalage vers le rouge cosmologique.

La discontinuité Lyman-α est un brusque changement de luminosité du spectre électromagnétique à proximité de la longueur d'onde α de la série de Lyman (Ly α), soit 121,5 nm (1215,67 Å). Elle est l'une des caractéristiques observables des galaxies très lointaines, parce que la lumière qu'elles émettent doit traverser des nuages d'hydrogène neutre de l'atmosphère stellaire, nuages qui absorbent une partie de l'énergie lumineuse.

## Description
Pour ioniser un atome d'hydrogène par des ondes électromagnétiques, il faut lui fournir une énergie supérieure à 13,6 eV, ce qui implique que λ < 912 Å par la relation {\displaystyle E=h\nu }, où {\displaystyle \lambda ={\frac {1}{\nu }}}. Les photons dont l'énergie est suffisante pour ioniser un atome d'hydrogène sont absorbés par l'hydrogène neutre présent dans l'atmosphère stellaire, ce qui produit une forte diminution de l'intensité lumineuse en deçà de λ = 912 Å,. 

Selon le modèle atomique de Bohr, l'orbitale n = 1, régulièrement appelée état fondamental, contient le moins d'énergie de tous les états du système. L'énergie d'un électron est déterminée par son orbitale atomique autour du noyau. Dans le schéma, un électron a effectué une transition électronique en passant des orbitales n = 3 à n = 2 : son niveau d'énergie a diminué parce qu'il a émis un photon.

La lumière, constituée d'un flux d'ondes électromagnétiques sur plusieurs fréquences, qui est absorbée et émise par un atome d'hydrogène peut être représentée par un spectre d'absorption ou par un spectre d'émission. Dans un atome, un électron peut subir une transition électronique lorsqu'il absorbe ou émet une onde électromagnétique d'une longueur d'onde précise. 
Les flux lumineux émis par des objets célestes éloignés de la Terre, qui voyagent dans l'espace intersidéral, traversent des nuages d'atomes d'hydrogène avant d'atteindre les télescopes à proximité de la Terre.
Les flux lumineux qui voyagent dans l'espace intersidéral induisent des transitions électroniques dans les atomes d'hydrogènes intersidéraux. Toutefois, à cause de l'énergie relativement faible des ondes électromagnétiques, ils n'induisent le plus souvent que des transitions électroniques entre deux orbitales atomiques voisines (par exemple, de n = 2 à n = 3). En ce qui concerne l'atome d'hydrogène, il n'y a qu'un seul électron qui tourne autour du noyau atomique. Les ondes électromagnétiques des corps célestes lointains induisent le plus souvent le passage de n = 1 à n = 2. Ces ondes sont alors absorbées par les atomes d'hydrogène.
Lorsque, dans une certaine plage de fréquences, les ondes électromagnétiques sont plus souvent absorbées que les autres ondes à d'autres fréquences, leur intensité lumineuse est également moins forte que ces dernières lorsqu'elles sont captées par un télescope près de la Terre. Pour la lumière émise par des corps célestes lointains, cette différence d'intensité est importante : les astronomes parlent de « bord » (edge), « brisure », « cassure », « coupure », « discontinuité », « rupture » ou « saut ». 

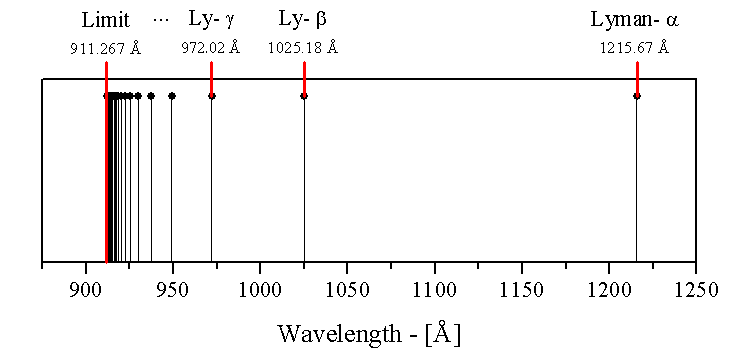
La brisure Lyman-α se situe tout près de la longueur d'onde α de la série de Lyman, soit 121,5 nm (1215,67 Å sur le schéma) pour un atome d'hydrogène terrestre au repos.

L'absorption des ondes électromagnétiques de faible intensité par les atomes d'hydrogène intersidéraux existe pour toutes les séries de transitions électroniques de l'atome d'hydrogène : série de Lyman, série de Balmer, série de Paschen...